# Valley of the Shadow
"Valley of the Shadow" is een aflevering van de Amerikaanse televisieserie The Twilight Zone. Het scenario van de aflevering werd geschreven door Charles Beaumont.

## Plot

### Opening
You've seen them. Little towns, tucked away far from the main roads. You've seen them, but have you thought about them? What do the people in these places do? Why do they stay? Philip Redfield never thought about them. If his dog hadn't gone after that cat, he would have driven through Peaceful Valley and put it out of his mind forever. But he can't do that now, because whether he knows it or not his friend's shortcut has led him right into the capital of the Twilight Zone.
— Rod Serling

### Verhaal
Een journalist genaamd Philip Redfield belandt in een klein stadje nadat hij op aanwijzing van een vriend een kortere weg heeft genomen naar zijn bestemming. In het stadje ontdekt hij dat de dorpelingen beschikken over zeer geavanceerde technologie. Zo kunnen ze door de tijd reizen en hebben een manier gevonden om atomen te rangschikken en zo dingen uit het niets te doen ontstaan of in het niets te doen verdwijnen. De dorpelingen willen deze technologie niet delen met de buitenwereld, totdat de mensheid vredelievender is geworden en omdat hij nu te veel weet mag Philip niet vertrekken.
Philip krijgt al snel een oogje op de enige vrouw van zijn leeftijd uit het dorp en zij overtuigt hem dat ze ook graag het dorpje zou willen verlaten. Philip bedenkt een ontsnappingsplan en gebruikt de atoomtechnologie om een pistool te maken. Tevens steelt hij het boek met formules voor de technologie. In zijn vluchtpoging schiet hij drie oudere dorpelingen neer.
Wanneer hij en de vrouw buiten het dorp zijn, ontdekt Philip dat het boek enkel blanco pagina’s bevat. De drie oudere dorpelingen die eerder werden neergeschoten door Philip waren neergeschoten blijken ongedeerd en vertellen hem dat de vrouw slechts een creatie is van hun technologie. Zij was bedoeld om Philip uit te testen en hij heeft gefaald; door zijn korte optreden hebben de dorpelingen gezien dat de mensheid nog altijd ongeschikt is om hun technologie mee te delen.
Daar de gemeenschap niet hun wetten wil breken door Philip te executeren voor zijn gedrag, sturen ze hem terug in de tijd en wissen zijn geheugen. Philip belandt weer bij zijn auto en rijdt ditmaal gewoon door in plaats van even in het dorpje te stoppen.

### Slot
You've seen them. Little towns, tucked away far from the main roads. You've seen them, but have you thought about them? Have you wondered what the people do in such places, why they stay? Philip Redfield thinks about them now and he wonders, but only very late at night, when he's between wakefulness and sleep--in the Twilight Zone.
— Rod Serling

## Rolverdeling
- Ed Nelson: Philip Redfield
- Natalie Trundy: Ellen Marshall
- David Opatoshu: Dorn
- Dabbs Greer: Evans
- Jacques Aubuchon: Connelly
- James Doohan: Johnson
- Morgan Brittany: meisje

## Trivia
- De titel van deze aflevering komt van psalm 23.
- Deze aflevering staat op volume 24 van de dvd-reeks.